# À cause des garçons (chanson)
Pour les articles homonymes, voir À cause des garçons.
Singles de À cause des garçons
Faire les voyous
(1988)
À cause des garçons ou À caus' des garçons est une chanson écrite et composée en 1987 par Pierre Grillet et Alain Chamfort pour le duo belge du même nom.

## Historique
La chanson est inspirée par la rupture brutale de la relation de quelques mois qu'a entretenue Alain Chamfort avec la chanteuse Lio.
Le clip vidéo original, réalisé par Gérard Pullicino, met en  scène Smaïn, Nagui, Alain Chamfort et Jean-Pierre Kalfon lors d'un casting auquel postule le duo des chanteuses.
Vingt ans plus tard, À cause des garçons constitue le deuxième single de la chanteuse Yelle, extrait de son album Pop Up. À l’origine sorti uniquement en single numérique, le titre fait finalement l'objet d'une sortie physique le 22 octobre 2007 via le label Kitsuné.
Une parodie intitulée À cause de Macron a connu un bref succès en janvier 2019 lors de manifestations contre la réforme des retraites.

## Équipe artistique
- Chant À cause des garçons (ou À caus' des garçons) : Laurence Heller et Hélène Bérard.
- Musique d'Alain Chamfort et paroles de Pierre Grillet[3].
- Alain Chamfort chante dans les chœurs et apparaît dans le clip réalisé par Gérard Pullicino, aux côtés de Nagui, Smaïn, Jean-Pierre Kalfon, Pierre Grillet, Philippe Draï et Claire.
- Classé au Top 50 de février à mai 1988. Meilleure place : no 13.
- Sorti en 45 tours et maxi (avec un remix de Dominique Blanc-Francard) chez WEA Music.
- Pochette et photo de Jean-Baptiste Mondino
- Produit et réalisé par Philippe Draï et Alain Chamfort pour Rock & Rose Music.
- Enregistré au studio Synsound à Bruxelles.
- Ingénieur du son : Dan Lacksman.

## Reprise par Yelle
Singles de Yelle
Je veux te voir
(2006) Parle à ma main
(2007)
Pistes de Pop Up
Ce jeu
(1) Dans ta vraie vie
(3)

### Clip vidéo
On y voit Yelle chanter et danser dans sa chambre tout en se préparant au milieu d'objets géants animés. Ensuite, on la voit en photoshoot pour des couvertures de magazines toujours entourée d'hommes dans des costumes d'objets.
Il existe également une version tecktonik du clip qui a plus été utilisée que la version originale. Ce clip a été réalisé par Bastien Lattanzio et Guillaume Berg. On y voit le crew Tecktonik s'y produire en dansant à côté des lettres du mot « Yelle ». Cette version utilise le remix fait par Tepr.

### Liste des pistes
France CD single and iTunes EP
1. À cause des garçons (Edit Version) – 3:10
2. À cause des garçons (Booster Remix) – 3:10
3. À cause des garçons (Album Version) – 3:54

 France CD single – Tepr Remix
1. À cause des garçons (Tepr Remix) – 2:52
2. À cause des garçons (Album Version) – 3:54
3. À cause des garçons (Tepr Remix) (Video) – 2:52

 France 12" single
A1. À cause des garçons (Original)
A2. À cause des garçons (Punks Jump Up Remix)
B1. À cause des garçons (Tepr Remix)
B2. À cause des garçons (Riot in Belgium Remix)
 France iTunes remix EP
1. À cause des garçons (Punks Jump Up Remix) – 5:46
2. À cause des garçons (Tepr Remix) – 6:02
3. À cause des garçons (Riot in Belgium Remix) – 4:32

### Classement par pays
| Classement (2007-2008)          | Meilleure position |
| ------------------------------- | ------------------ |
| Belgique Ultratop 50 (Flandre)  | 2                  |
| Belgique Ultratop 40 (Wallonie) | 40                 |
| Europe Hot 100                  | 41                 |
| France Top 50                   | 11                 |
| Suisse Classement single        | 95                 |

### Historique de sortie
| Pays   | Date             | Label       | Format                       | Catalogue     |
| ------ | ---------------- | ----------- | ---------------------------- | ------------- |
| France | 25 juin 2007     | Source Etc. | CD single, digital EP        | 0094639722822 |
| France | 22 octobre 2007  | Kitsuné     | 12" single, digital remix EP | KITSUNE063    |
| France | 17 décembre 2007 | Source Etc. | CD single – Tepr Remix       | 5099951135706 |

## Reprise parodique par le collectif des Rosies
En 2019, pendant les discussions sur la réforme des retraites, Youlie Yamamoto co-fonde le collectif les Rosies qui transforme la chanson en "À cause de Macron" et invente une chorégraphie qui va devenir rapidement virale lors des manifestations et des mouvements sociaux.